# Life with Boys
Life with Boys è una situation comedy canadese per adolescenti trasmessa dal 2011 al 2013 dal canale televisivo YTV.
In Italia la prima stagione è stata trasmessa su Nickelodeon dal 4 giugno 2012. Successivamente tutte le stagioni sono state trasmesse su Rai Gulp dal 5 maggio 2014, con un nuovo doppiaggio.

## Trama
La serie narra le vicende di una simpatica ragazzina di nome Tess Foster. Dopo la morte della madre, la povera Tess, ormai l'unica femmina di casa Foster, si ritrova a condividere la vita con quattro uomini: il padre e tre fratelli pasticcioni.

## Personaggi

### Tess Foster
È una dolce e simpatica quattordicenne un po' maschiaccio, amante dello shopping, dei ragazzi e del wrestling, nonché l'unica femmina di casa Foster. Nella prima puntata riuscirà ad entrare nella squadra di wrestling battendo tutti i ragazzi in un colpo. Nell'episodio I Matleti Tess si unirà al gruppo dei Matleti per far felice il padre. Interpretata da Torri Webster.

### Allie Brooks
È la migliore amica di Tess. È la classica ragazza frivola, popolare e modaiola; fa la cheerleader al liceo dove lei va con Tess. Interpretata da Madison Pettis.

### Gabriel "Gabe" Foster
Fratello maggiore di Tess, è un ragazzo di sedici anni simpatico e allegro, ma dal carattere sbruffone, menefreghista, immaturo e combinaguai, l'opposto del fratello Sam. Al contrario di quest'ultimo non è molto bravo a scuola e preferisce dedicarsi più allo sport che allo studio. Molto bello fisicamente, è un grande esperto di conquiste amorose che insegna al fratello minore quattordicenne. Interpretato da Nathan McLeod.

### Samuel "Sam" Foster
Fratello gemello di Tess. Al contrario del fratello Gabe ha un carattere più tranquillo, affidabile, serio e riflessivo, nonostante sia più piccolo. Intelligente e studioso, è molto bravo a scuola ed è definito il classico secchione. Non è carino quanto il fratello ed è incredibilmente timido e impacciato con le ragazze, specialmente con Allie, di cui è innamorato perso. Interpretato da Michael Murphy.

### Spencer Foster
Fratellino più piccolo di Tess, è un ragazzino di otto anni molto vivace e furbo, spesso manipolatore nei confronti dei fratelli maggiori e del padre. Adora la nonna materna. Interpretato da Jake Goodman.

### Jack Foster
È il papà vedovo dei quattro. È l'allenatore di wrestling del liceo di Tess. Interpretato da Sandy Jobin-Bevans.

### Bobby Parelli
Campione di wrestling nonché ex rivale di Tess, è segretamente innamorato di lei. Per un breve periodo, tra i due c'è anche stato del romanticismo. In un episodio si fidanza anche con Allie, ma poi decide di lasciarla per mettersi con tess. Interpretato da John Alan Slacht.

## Personaggi secondari
- Keyly: è una ragazza molto antipatica e scontrosa, ma una delle più famose cheerleader della scuola; è l'ultima persona al mondo che vorrebbe vedere Tess che a sua volta è l'ultima persona al mondo che vuole vedere Keyly
- Cloe: è una ragazza molto dolce e simpatica, frequenta il liceo con Tess e Allie, ed è molto amica delle due ragazze. Compare solo in qualche puntata.
- Jean-Luc: Compare in un solo episodio, è un famoso stilista francese. Parla in modo molto strano ed è pazzo. In un episodio chiede a Tess di sfilare a New York la sua creazione, ma alla fine la ragazza rifiuta perché Jean-Luc le aveva modificato la creazione.
- Andy Jacobs: è uno dei ragazzi che sta nella squadra di wrestling con Tess; nella prima puntata stende Tess in un colpo che a sua volta lo fece vincere.
- Nicolas De Monotopus: soprannominato Nicky il nerd: è il classico zimbello della classe, nonché il più nerd di tutto l'istituto. Divenne un nerd per colpa del Mr.Bennet che lo trasformò da "superfico" a sfigato e a sua volta lo fece aggregare al gruppo dei "matleti".
- Mr. Bennet: è il professore più sfigato che si possa avere,da sempre nerd,ha un'ossessione per la matematica.Vive con una tartaruga di nome Shelly che la considerà come un figlio.
- Walter: è il cane dei Foster. In certe occasioni si comporta come un umano, lo si può vedere quando Spencer insegna con successo a Walter a usare la toillet.
- I Matleti: è un gruppo di matematici nerd, amanti della matematica,l'insegnante del gruppo è il Mr.Bennet.Gruppo a cui si unirà anche Tess.
- Jerry Foster: è il fratello gemello di Jack e zio dei ragazzi, non fa altro che giocare ai video-game creati da lui. In un episodio Jack dice a Tess e Sam che lui cambiò scuola per non stare più con il fratello.
- Elen Foster: mamma di Jack e nonna dei ragazzi, affezionata molto a Spencer che a sua volta è affezionata a lei. È molto furba e intelligente.

## Doppiaggio

### Italiano
La serie è stata doppiata due volte. La prima volta viene doppiata da Nickelodeon (sul cui canale viene trasmessa solo la prima stagione), mentre il secondo doppiaggio è ad opera della Rai, che trasmette entrambe le stagioni su Rai Gulp.

## Episodi
| Stagione         | Episodi | Prima TV originale | Prima TV Italia |
| ---------------- | ------- | ------------------ | --------------- |
| Prima stagione   | 22      | 9 settembre 2011   | marzo 2012      |
| Seconda stagione | 19      | 4 settembre 2012   | 16 maggio 2014  |